# مداخله سه‌گانه

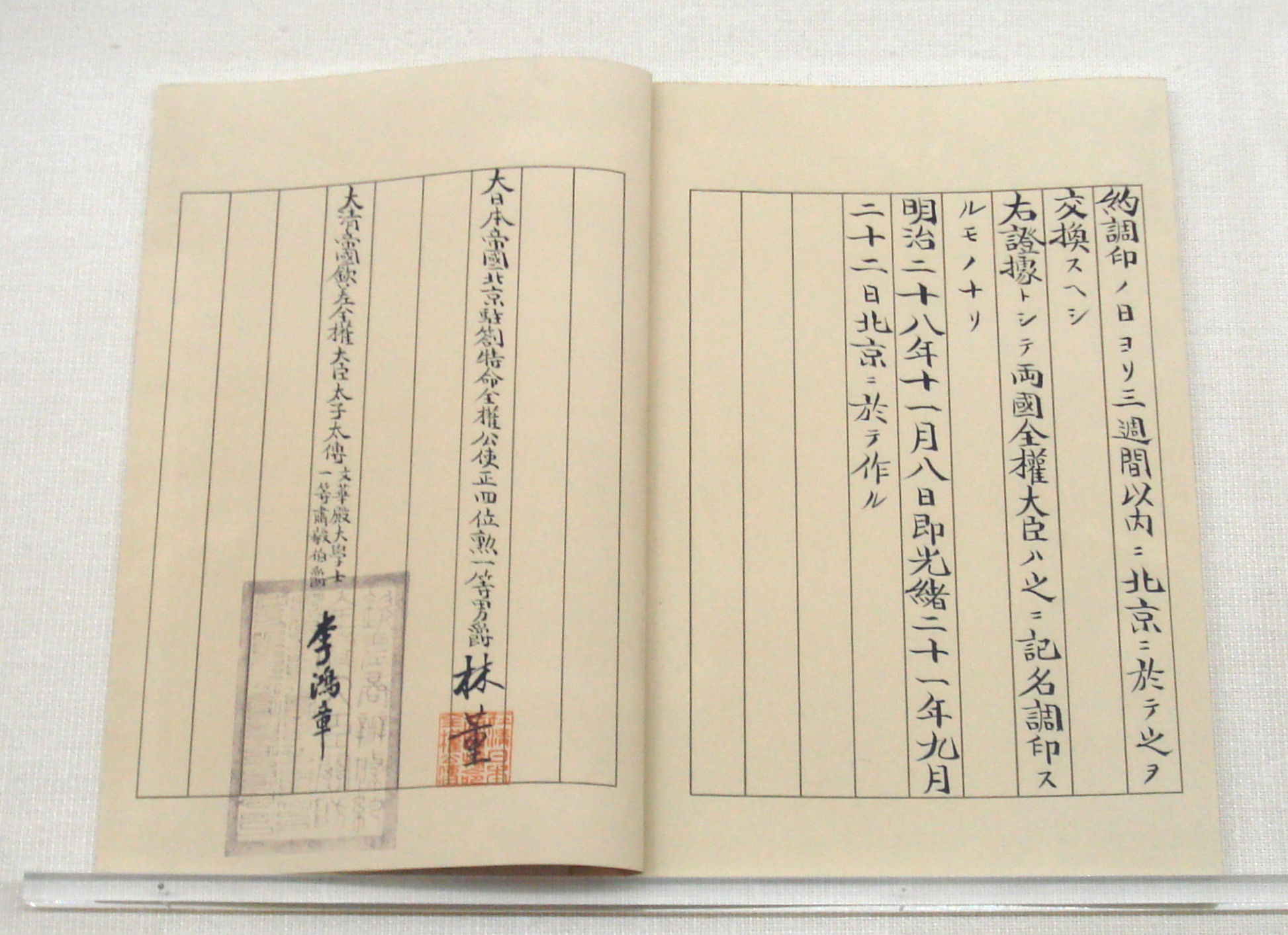
کنوانسیون بازپس دادن مجدد شبه‌جزیره لیائودونگ، ۸ نوامبر ۱۸۹۵

مداخله سه‌گانه (به ژاپنی: 三国干渉, Sangoku Kanshō) یک مداخله دیپلماتیک توسط امپراتوری روسیه، امپراتوری آلمان و جمهوری سوم فرانسه در ۲۳ آوریل ۱۸۹۵ در مورد شرایط سخت پیمان شیمونوسکی تحمیل شده توسط امپراتوری ژاپن به دودمان چینگ چینی بود که به نخستین جنگ چین و ژاپن پایان داده بود.

## زمینه
در فوریه سال ۱۸۹۵ راه به روی پیشروی به سوی پکن باز بود و چین چاره ای جز تسلیم ندید و پیمان صلحی به نام پیمان شیمونوسکی را امضا کرد و به قیمومیت چین بر کره پایان داد و نیز جزیره فرمز (تایوان) و شبه‌جزیره لیائوتونگ را به ژاپن واگذار کرد. همچنین قرار شد غرامت نقدی سنگینی به مبلغ سی صد میلیون ین به ژاپن بپردازد.
بر طبق مداخله این سه کشور ژاپن اجباراً شبه‌جزیره لیائوتونگ در جنوب منچوری را در ازای افزایش غرامت به چین باز پس داد.